# Solyndra
Solyndra é uma fabricante de inovadores painéis solares cilíndricos constituídos de cobre-índio-gálio-selênico (CIGS). A firma é baseada no Vale do Silício, na Califórnia. A firma é reconhecida pela tecnologia desenvolvida na concepção de painéis solares, porém a empresa perdeu sua competitividade financeira devido a queda no preço do sílicio, componente usado pelos seus competidores.
Em Setembro de 2011 a empresa esteve envolvida em um escândalo deflagrado pela mídia devido a diversas irregularidades e tráfico de influência cometidos entre os principais acionistas e executivos da empresa e altos funcionários da Casa Branca, assessores do Presidente Barack Obama.

## Tecnologia
A Solyndra projeta, produz e comercializa sistemas solares fotovoltáicos concebidos para instalagem em coberturas comerciais.

## Escândalo
O governo dos Estados Unidos, durante a administração do Presidente Barack Obama, emprestou 535 milhões de dólares a empresa, a qual prometeu criar 4000 empregos. Ao invés da empresa criar os empregos ela reduziu o quadro de funcionários para 1100, e em Setembro de 2011 ela cessou suas atividades e apresentou um plano de falência.
Logo após o ocorrido as agências de notícias, revelaram que os principais acionistas e executivos da companhia fizeram doação substanciais para a campanha do President Barack Obama e que a empresa havia gasto milhões de dólares em lobbying e além disso os executivos da Solyndra, tinham participado de diversas reuniões com oficiais da Casa Branca durante a administração do Bush e do Obama. No dia 8 de Setembro de 2011 o FBI fez uma operação na sede da Solyndra e fizeram buscas nos computadores e documentos da empresa.
Também foi revelado que a administração Obama já estava a par do escândalo financeiro que estava ocorrendo na empresa. E de acordo com um relatório emitido ao SEC, a companhia estava vendendo os seus produtos por um valor inferior ao custo de produção.
O jornal New York Times reportou que auditores e analistas da indústria culparam a administração Obama por falharem em avaliaram apropriadamente o plano de negócios e também falharam pontualmente em reconhecer os sinais problemáticas que à época já eram evidentes. Além disso, Frank Rusco, o Diretor de Programas da Government Accountability Office, a Controladoria Geral dos Estados Unidos, descobriu que foram emitidas aprovações preliminares do empréstimo de 535 milhões de dólares antes que oficiais tivessem concluído as avaliações legais necessárias para que ela pudesse ser feita.